# Armeria alpina
Armeria alpina är en triftväxtart som först beskrevs av Dc., och fick sitt nu gällande namn av Carl Ludwig von Willdenow. Armeria alpina ingår i släktet triftar, och familjen triftväxter. Inga underarter finns listade i Catalogue of Life.

## Bildgalleri

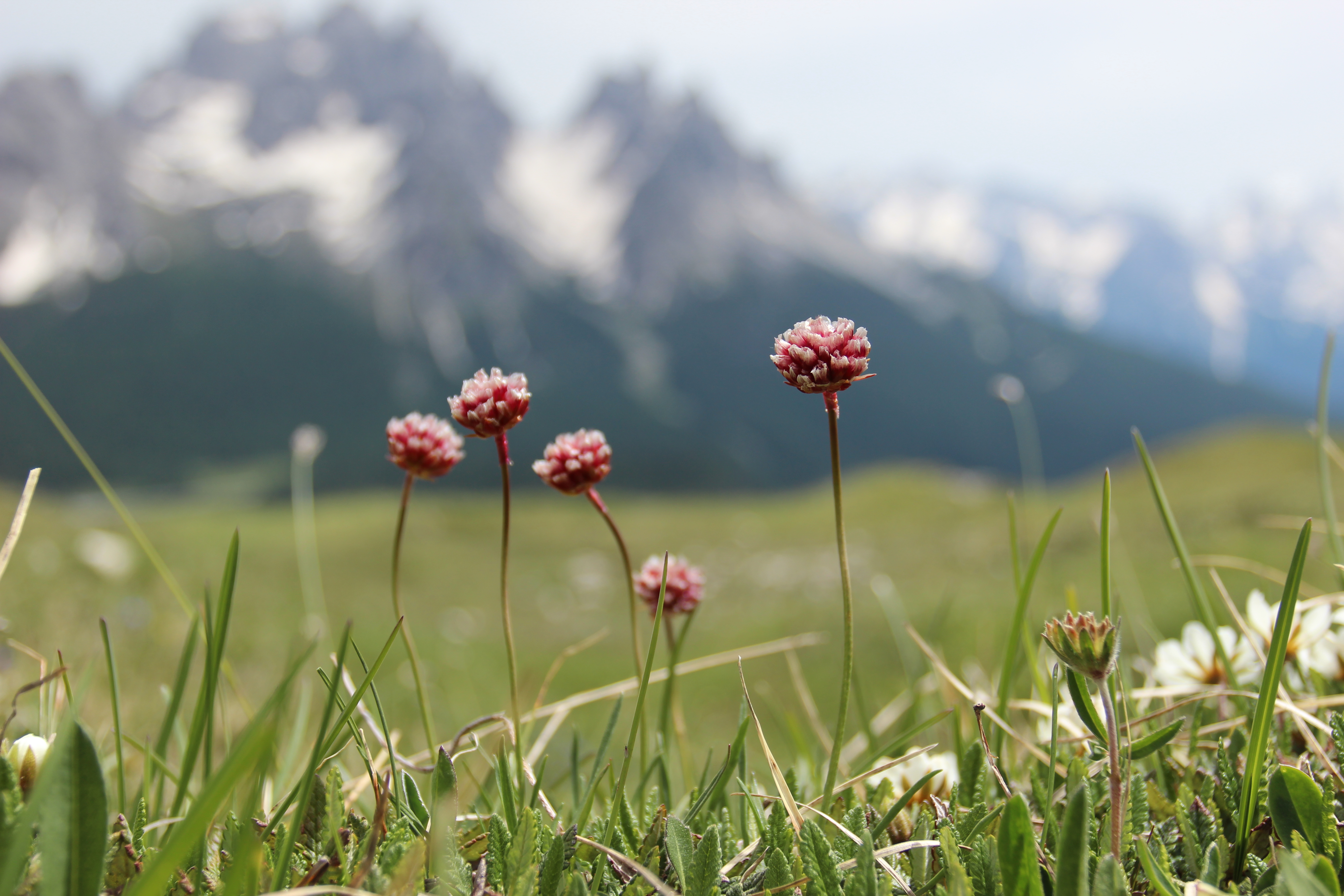
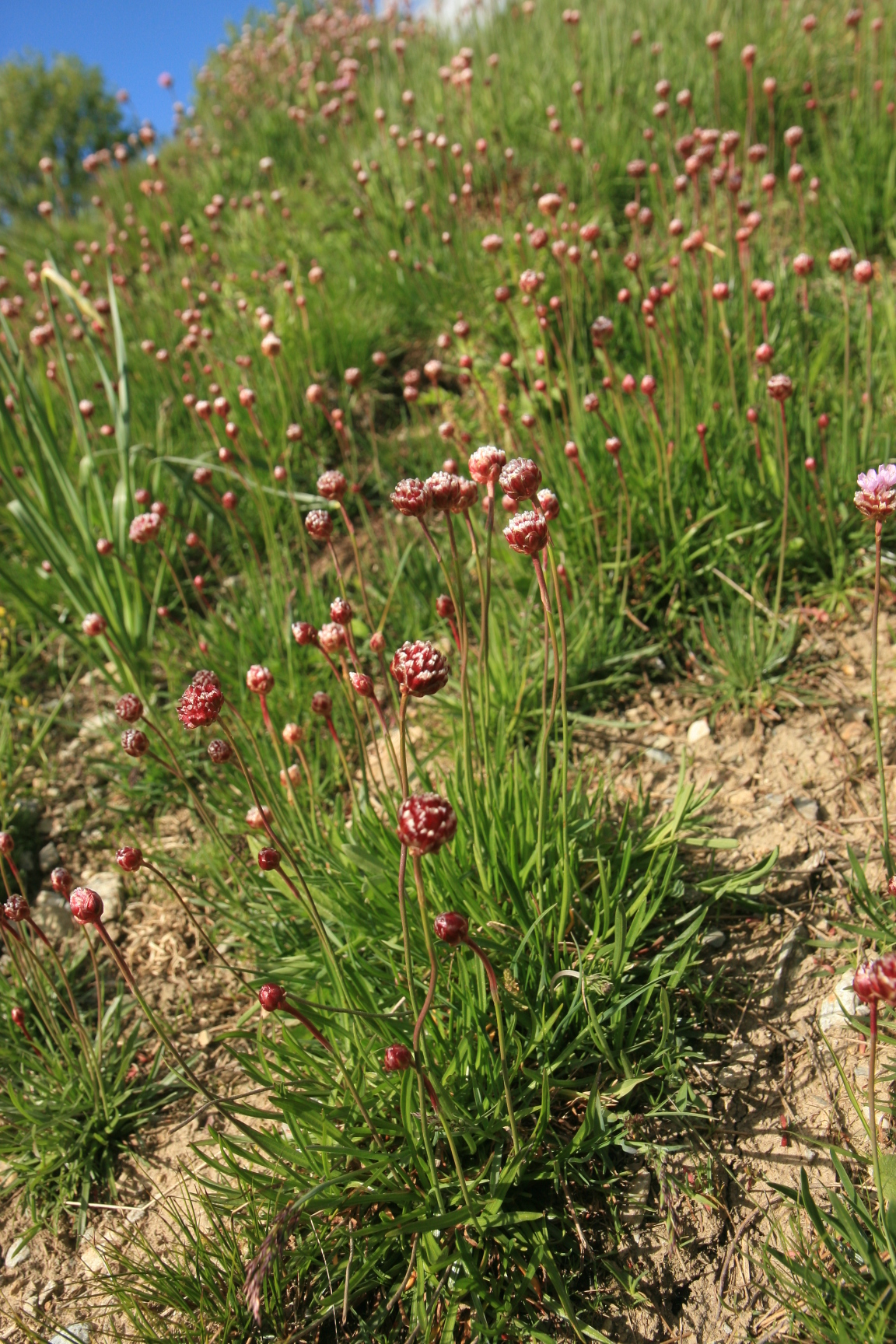
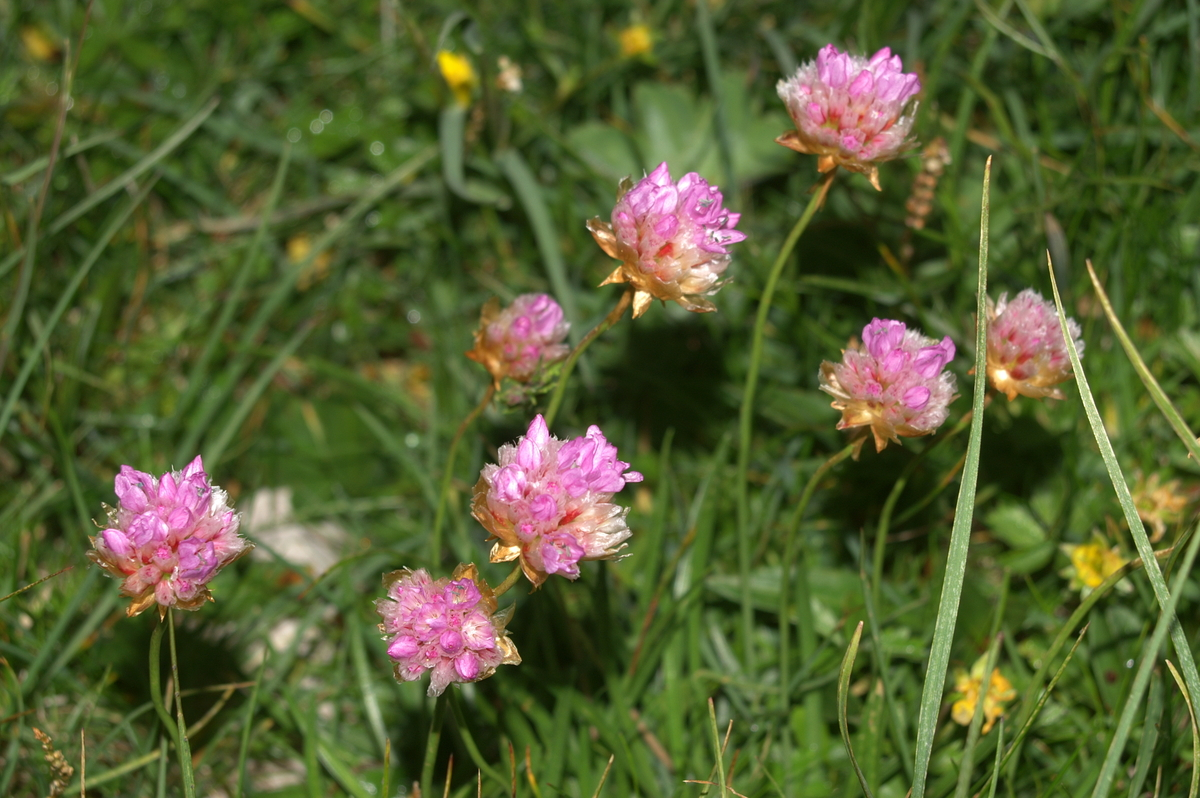
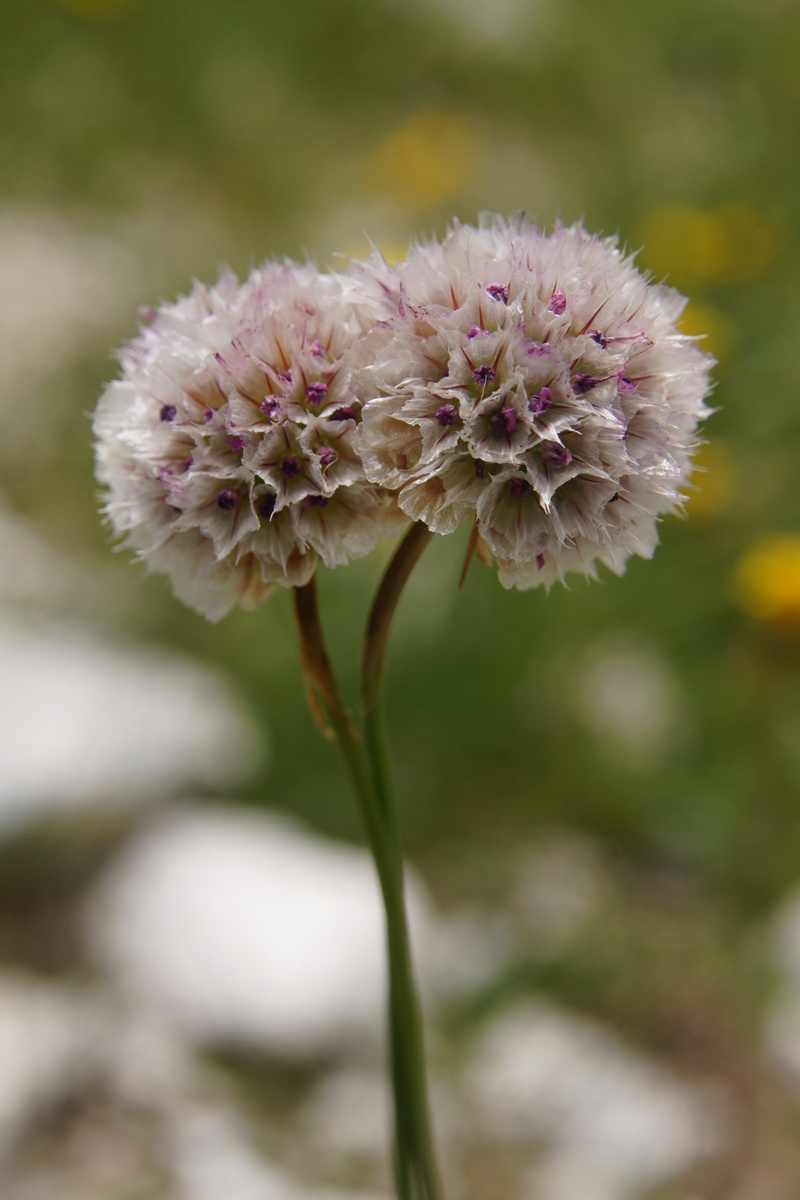
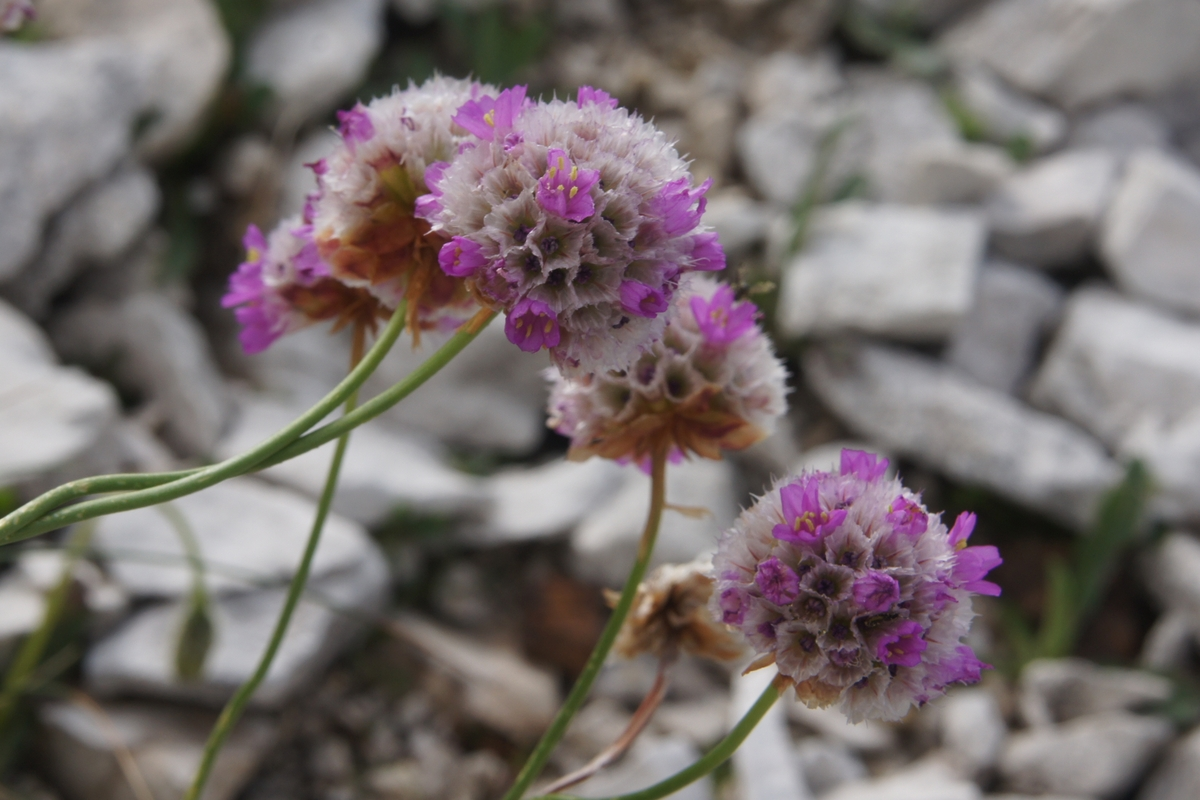
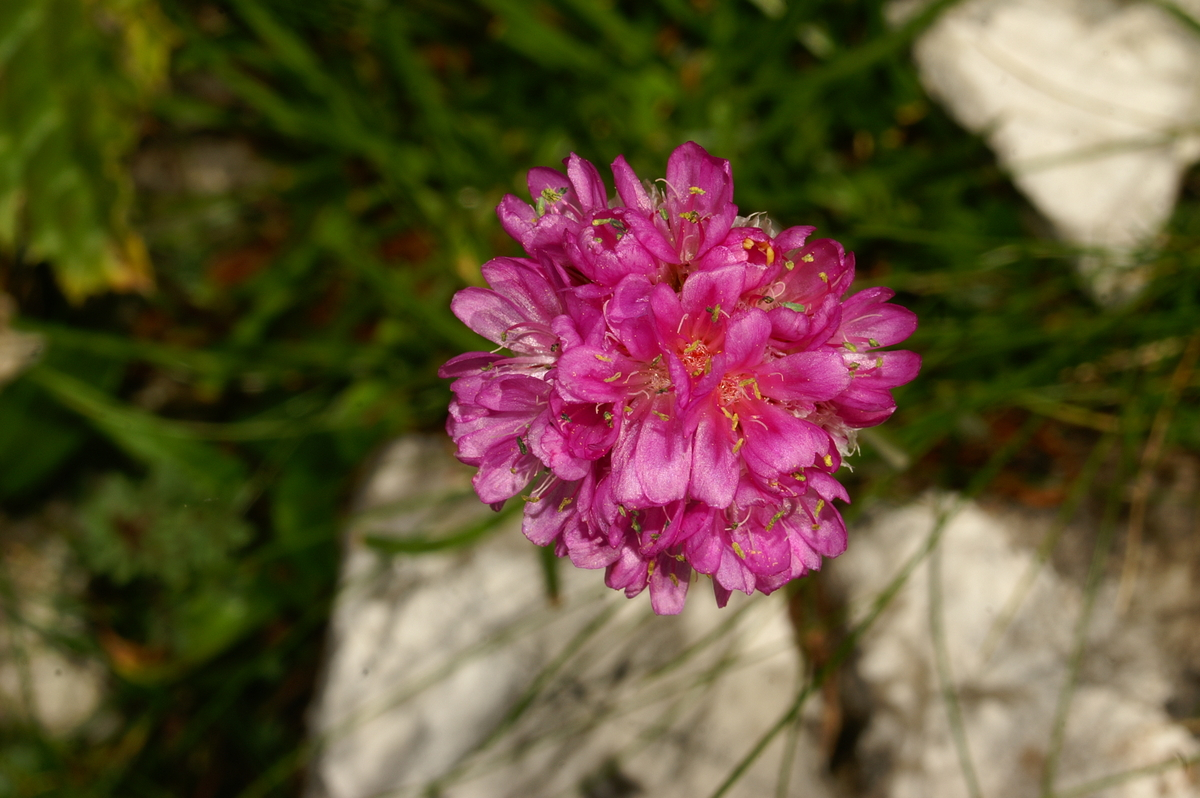